# 西科斯基S-66
Sirkosky S-66為西科斯基公司的直升機廢案，一開始是作為新型攻擊直升機取代UH-1，而後卻被廢案，並且以S-67替代去參加競爭。

## 發展
1960年代中期，美國陸軍確定需要一種速度更快的武裝攻擊機，並代號為高級空中火力支援系統 (AAFSS)。這架新飛機旨在取代在越戰武裝直升機的UH-1。AAFSS的預計速度為260節，而UH-1的武裝直升機不到 100節。
AAFS要求更高水平的技術，飛機製造商需要將武器、光學瞄準系統和火控系統集成到基本的直升機設計中。同時，洛克希德·馬丁研發出“剛性”旋翼，該旋翼在XH-51試驗機上成功飛行。XH-51A能達到235節並擁有高機動性。
然而西科斯基相信它擁有更強大的技術基礎，因其在與AAFSS所需的尺寸相似的大型飛機上擁有更豐富的經驗。( XH-51A只有AAFSS的五分之一大小)。
洛克希德公司因 XH-51A 執行環圈和滾轉的能力而受到廣泛宣傳，這意味著剛性旋翼優於鉸接旋翼。 西科斯基用多年前的S-55進行這些相同演習的照片進行反擊。 一名西科斯基飛行員和一名海軍陸戰隊飛行員隨後用一架CH-53直升機進行了翻滾和翻滾，以證明這些機動不需要剛性旋翼。
西科斯基對其設計充滿信心，然而陸軍在1965年11月選擇洛克希德的設計，並授予進入原型機的飛行開發生產階段。而後這架被編號為AH-56夏延直升機。YAH-56A共有10架原型機交付給陸軍。經過幾年的測試，陸軍決定在 1969年取消Ch-56的開發，因為與剛性旋翼相關的未解決技術問題導致事故和計劃延誤。而後我們可以推知，在AAFSS 提案階段，與高速運行的剛性轉子相關的技術風險沒有得到充分解決。 因此，在 AAFSS 計劃的開發階段，洛克希德沒有足夠的時間來解決與其未經證實的剛性旋翼相關的基本直升機問題。
西科斯基從這次經歷中吸取了很多“教訓”。一是隨著新思想和新技術的發展，西科斯基必須更接近政府技術團體。 一個是傳統的直升機機身在未來將不足以滿足不斷變化的任務要求。相較於以往，現在客戶希望製造商成為系統集成商，能夠將武器和武器控制系統集成到他們的產品中。學到的另一個教訓是在開發和展示新技術時規模效應的重要性。洛克希德無法成功地將其XH-51的規模擴大到 AH-56 的五倍，這是西科斯基決定在 1960 年代後期的原型前階段全面展示所有 UTTAS（黑鷹）技術的一個主要因素。這些經驗教訓導致西科斯基操作方式發生重大變化，並最終成功贏得陸軍 UTTAS（實用戰術運輸機系統），促成UH-60黑鹰直升机的巨大成功。

## 外部連結
（页面存档备份，存于）